# 多斯駅
多斯駅（タサえき）は、大韓民国大邱広域市達城郡にある大邱交通公社2号線の駅である。駅番号は(217)。

## 駅構造
- 相対式ホーム2面2線の地下駅。

## 駅周辺
- 三国史記にある多斯只（河浜）の比定地である。

- 大邱多斯初等学校
- 多斯住公アパート
- 多斯保険支所
- 多斯邑住民自治センター
- 多斯中学校
- 多斯セマウル金庫
- 多斯郵便局
- 多斯高等学校
- 多斯農協

## 歴史
- 2005年10月18日 - 多斯駅として開業。

## 利用状況
| 路線   | 利用人数 | 利用人数 | 利用人数 | 利用人数 | 利用人数 | 利用人数 | 利用人数 | 利用人数 | 利用人数 | 利用人数 |
| 路線   | 2005年   | 2006年   | 2007年   | 2008年   | 2009年   | 2010年   | 2011年   | 2012年   | 2013年   | 2014年   |
| ------ | -------- | -------- | -------- | -------- | -------- | -------- | -------- | -------- | -------- | -------- |
| ●2号線 | 1052人   | 1223人   | 1674人   | 1663人   | 1901人   | 2238人   | 2243人   | 2281人   | 2315人   | 2368人   |

## 隣の駅
大邱交通公社
●2号線
汶陽駅 (216) - 多斯駅 (217) - テシル駅(218)